# Vinko Žganec
Vinko Žganec (Vratišinec, 20. siječnja 1890. – Zagreb, 12. prosinca 1976.) bio je hrvatski pravnik, etnomuzikolog, melograf, skladatelj i akademik te jedan od najznačajnijih hrvatskih zapisivača narodnih plesova, pjesama, obreda i običaja. 
Niz godina djelovao je u pravničkoj struci. Od 1945. do 1948. djelovao je kao etnomuzikolog u Etnografskom muzeju, a od 1948. do 1964. bio je znanstveni savjetnik Instituta za narodnu umjetnost u Zagrebu (današnjega Instituta za etnologiju i folkloristiku): od 1948. do 1952. bio je i ravnatelj tog Instituta. Od 1955. do 1963. bio je predsjednik, a od 1963. počasni predsjednik Društva folklorista Hrvatske. Bio je redoviti član JAZU. Narodne napjeve iz rodnoga Međimurja počeo je skupljati već kao srednjoškolac, a kao znanstvenik proširio je poslije svoj melografski rad i na druge krajeve Hrvatske te Gradišće u Austriji i županiju Győr u Mađarskoj. Zabilježio više od 15 000 folklornih napjeva. Kao skladatelj, Žganec je autor vokalne glazbe temeljene na narodnim napjevima i melodijama.

## Rani život i obrazovanje
Djetinjstvo je proveo u rodnom selu Vratišincu. Međimurje je u to vrijeme politički pripadalo Mađarskoj, pa je on polazio u mađarsku pučku školu, koju završava u rodnome selu 1901. godine. Prva tri razreda gimnazije pohađao je u Varaždinu i kao odlikaš dobio besplatno mjesto u orfanotrofiju u Zagrebu.
U Zagrebu polazi od 4. do 6. razreda Klasičnu gimnaziju, a 7. i 8. razred završava u nadbiskupskom liceju. Maturirao je 1910. godine s odličnim uspjehom na Klasičnoj gimnaziji. Nakon mature upisao se na Teološki fakultet, koji je završio 1914. godine. Uz studij je učio i glazbu, nauk o harmoniji, kontrapunkt, glazbene oblike i poznavanje glazbala kod profesora Franje Dugana starijeg. Poduku iz glasovira dobivao je od ravnatelja Muzičkoga konzervatorija Vjekoslava Rosenberga-Ružića. U Zagrebu se 1917. upisao na Pravni fakultet, koji je kao doktor prava završio 31. srpnja 1921. godine.

## Karijera

### Početci etnomuzikološkoga rada
Jedno je vrijeme bio i župnik u Dekanovcu, gdje je dao sastaviti kajkavski molitvenik Jezuš, ljubav moja uz Jurja Lajtmana, Ivana Kuhara i Ignaca Lipnjaka. Istaknuo se kao akter priključenja Međimurja matici zemlji na kraju I. svjetskoga rata. Još je 1916. godine u Zagrebu izdao prvi svezak Hrvatskih pučkih popijevaka iz Međimurja koji je pobudio veliko zanimanje, gotovo senzaciju u kulturnim i političkim krugovima Hrvatske, te odigrao veliku ulogu pri konačnoj odluci Versajske mirovne konferencije o ostanku Međimurja u sastavu Hrvatske. Florijan Andrašec iz Dekanovca bio je njegova desna ruka u prikupljanju narodnoga blaga.
Vinko Žganec svrstao se od najranije mladosti u redove napredne hrvatske inteligencije, koja je u velikom povijesnom času, prije i za vrijeme rata 1914 – 1918, radila na oslobađanju i ujedinjenju južnih Slavena u zajedničku nezavisnu narodnu državu. Pravi trijumf doživio je na Badnjak 1918. godine, kada je s međimurskim dobrovoljcima i hrvatskim četama ušao u Međimurje kao osloboditelj Međimurja od dugotrajne mađarske vladavine.
Od 1922. službovao je u Povjereništvu za Međimurje kao županijski službenik, a od 1924. do konca 1925. bio je vršitelj dužnosti Građanskoga povjerenika za Međimurje u Čakovcu u svojstvu vladina tajnika. To je bila drugostupanjska upravna vlast u ono vrijeme u Međimurju. Tu se Vinko Žganec istakao radom na gradnji novih škola po Međimurju kao i popravcima postojećih starih zgrada u kojima se održavala nastava. Osnovao je Siročadski stol u Čakovcu i bio njegov prvi predsjednik. Uveo je općinsko sudovanje, a 1924. napisao knjigu Zavičajno pravo u Međimurju i Prekmurju i zatim knjigu Općinsko sudovanje.
Kao vladin tajnik bio je 1926. godine premješten ondašnjoj Primorsko-krajiškoj oblasti u Karlovac. 1927. godine napušta upravnu službu i odlazi u Sombor kao odvjetnički perovođa, gdje otvara odvjetničku kancelariju. Tu razvija veliku pravnu praksu u svojoj odvjetničkoj struci. Bio je dugi niz godina glavni tajnik Pravničkoga društva i urednik mjesečnika Pravni pregled. Knjigu Uredba o konvalidaciji brakova objavio je 1928. godine. S Petrom Žoržom napisao je Tumačenje krivičnog zakonika 1929. godine.
U to su vrijeme u Bačku doselilo još nekoliko gorljivih mladića koji su poveli i pomagali društveni, kulturni i prosvjetni život bačkih Hrvata: u Subotici Mihovil Katanec, Dragan Mrljak, Marin Juras, Matej Jankač, I. Šercer i dr., dok su u Sombor došli Ladislav Vlašić, Mato Škrabalo i drugi.

### Odlazak u Zagreb
U ožujku 1941. godine dolazi u Zagreb gdje je imenovan za javnoga bilježnika. Za vrijeme rata ukinuta su javna bilježništva, pa on obavlja dužnost odvjetnika do lipnja 1943, kada je izabran u Hrvatskom autorskom društvu u Zagrebu za glavnoga tajnika. Tu ustanovu vodio je do 1. listopada 1945. godine. Kao tajnik HAD-a pristupio je dubljem proučavanju pravnih propisa i prakse iz autorsko-pravne zaštite. Sudjelovao je u uređivanju normativnih propisa iz područja autorsko-pravne zaštite.
Nakon Drugoga svjetskog rata bio je davatelj podataka Jurju Andrassyju kod rješavanja pitanja Bajskoga trokuta 1945. godine. Te je godine Federalna Hrvatska izaslala Jurja Andrassyja, a suradnici su mu za sjeveroistočne granice Hrvatske, odnosno za područje Bajskog trokuta bili su Blaško Rajić, Grga Skenderović i Vinko Žganec. Da bi se prikupilo podatke u svezi s mogućim novim razgraničenjem s Mađarskom, odnosno da bi se pomoglo uključiti Bajski trokuta u novu Jugoslaviju na osnovi gospodarskoga, prometnoga i etnografskoga interesa, angažiralo se dobavljače podataka. Tu su bili stručnjaci i lokalci (v. Antifašistički front Slavena u Mađarskoj). Od stručnjaka bili su tu Mihovil Katanec i Matija Evetović, Lajčo Jaramazović, Mato Škrabalo i drugi. S druge strane bio je Antun Karagić iz Gare. Nepovoljne političke okolnosti, sovjetsko protivljenje, nezanimanje jugoslavenskoga državnog vrha odnosno kasnija odluka Vlade DF Jugoslavije kako neće pokretati pitanje granice prema Mađarskoj ako Mađarska osigura jugoslavenskim manjinama autonomna prava u području kulture i obrazovanja, dovela je do toga da se pitanje tih granica više nikad nije pokretalo, a zatim kasniji sukob sa Staljinom, rezolucija Informbiroa zacementiralo je stanje.
U razdoblju 1945 – 1948. radi kao muzikolog u Etnografskom muzeju u Zagrebu. U rujnu 1948. osnovao se u Zagrebu Institut za narodnu umjetnost i Žganec je postao prvi upravitelj toga instituta. Od 1948. do jeseni 1966. predavao je na Muzičkoj akademiji u Zagrebu predmet »muzički folklor«. Bio je glavni pokretač osnivanja Udruženja muzičkih folklorista Jugoslavije. Godine 1952. u Puli predsjedava osnivačkoj skupštini. Tu je biran za prvoga predsjednika Društva folklorista Hrvatske. Tu dužnost obavlja do 1963. godine, kada je biran za doživotna počasnoga predsjednika. Od 1952. predsjednik je Jugoslavenskoga komiteta Međunarodnoga savjeta za muzički folklor (International Folk Music Council, danas International Council for Traditional Music), a od 1955. do 1967. član je Izvršnoga odbora te organizacije. Za dopisnoga člana Jugoslavenske akademije znanosti i umjetnosti izabran je 1948., a za redovitog člana 1966. godine.
Svoju prvu pučku međimursku popijevku zabilježio je u rodnom Vratišincu 1908. godine, kad je kao gimnazijalac došao u rodni dom na školske praznike. Popijevku Megla se kadi, hajdina cvete pjevala mu je njegova sestra Roza. Od toga trenutka pa do 1973. zabilježio je ili snimio na magnetofonsku vrpcu preko 25 000 pučkih popijevaka, melodija za razna glazbala, plesova i kola te raznih narodnih običaja diljem Hrvatske, a i u susjednim državama u kojima žive Hrvati. Za svoje prve zapisane i za zborno pjevanje harmonizirane i obrađene popijevke dobiva 1912. godine nagradu Saveza pjevačkih društava Hrvatske.

### Hrvatske pučke popijevke iz Međimurja
Svoju prvu knjižicu Hrvatske pučke popijevke iz Međimurja, svezak I, izdaje u vlastitoj nakladi 1916. godine. Knjižica je otkrila nepoznato blago i ljepotu tih popijevaka (u izvornom obliku poznatih pod nazivom međimurska popevka) širokom krugu građanstva, a naročito glazbenicima, koji nisu do tada znali, ali su onda osjetili da je Međimurje po svojim popijevkama svijet za sebe, koji je upravo Vinko Žganec otkrio. Ova knjižica je imala i znatan utjecaj za veću afirmaciju narodnoga smjera u hrvatskoj umjetničkoj glazbi, te odigrao veliku ulogu pri konačnoj odluci Versajske mirovne konferencije o ostanku Međimurje u sastavu Hrvatske.
Nakon oslobođenja Međimurja, 24. prosinca 1918., razvija Vinko Žganec svoju prosvjetiteljsku i rodoljubnu djelatnost na svim područjima narodnoga života. Tako 11. veljače 1919. vodi u Zagreb s Ignacijem Lipnjakom seljački pjevački zbor iz Macinca, koji u Hrvatskom glazbenom zavodu izvodi program »Međimurske umjetničke večeri«. Tom zgodom je Vinko Žganec održao i svoje poznato predavanje o Međimurju i međimurskoj popijevki. Da je ta večer odlično uspjela, znamo iz pera Janka Barlea, koji je u mjesečniku za glazbu Sveta Cecilija napisao: »Molimo naše vrle Međimurce da dođu opet, što prije, u Zagreb i prirede nekoliko koncerata kako bi se najšire općinstvo moglo upoznati s ljepotom hrvatske narodne pjesme«.
Već u svojim prvim zapisima Vinko Žganec zapaža razliku između oblika međimurske popijevke i popijevaka ostalih naroda. »Oblici međimurskih pučkih popijevaka razlikuju se od jednolične simetrije koja vlada germanskom i romanskom pučkom i umjetničkom glazbom. Svaka međimurska popijevka ima svoj oblik (formu) koju ne određuje proračunani um nego čuvstvo. Zato je Međimurec, bio mladić ili starac, kad pjeva, veliko dijete i tada miruje. Pjeva zato da ispuni taj mir. On je u svojoj pjesmi čisti umjetnik. Glazbom i riječima kazuje istinu koju ne dokazuje, jer tu istinu, svaki tko ga sluša, osjeća.«
Svoju drugu knjižicu Hrvatske pučke popijevke iz Međimurja, svezak II, izdaje u vlastitoj nakladi 1920. godine. U toj zbirci nadopunjuje i potvrđuje ispravnost i opravdanost svojega rada kao melografa i muzikologa jer je pred hrvatsku javnost onoga vremena iznio nepoznato bogatstvo hrvatskoga narodnoga stvaralaštva u Međimurju.
Već u to vrijeme zapanjuje Žgančeva radinost, tjelesna i duševna snaga, ogromna glazbena kultura, znanje i svestranost. Godine 1924. i 1925. JAZU izdaje dva vrlo poznata Žgančeva sveska međimurskih svjetovnih i crkvenih pučkih popijevaka. Vinko Žganec harmonizira i narodne napjeve. Prvi je spoznao usku vezu između melodija narodnih crkvenih pjesama iz Međimurja i starih načina. Po ocjeni ondašnjih glazbenih stručnjaka on je ujedno i prvi pravilno i uspješno izveo harmonizaciju starih načina u narodnoj popijevci kod nas. Kasnije je svoj etnomuzikološki rad, a naročito melografski, proširio Bačkom, Baranjom, Slavonijom, a posebno okolicom Sombora.
Povremeno izdaje Hrvatske pučke popijevke harmonizirane ili obrađene za mješovite i muške zborove u više svezaka. U njima se nalaze popijevke iz Međimurja, Primorja, Krka, Istre, Kastva, Turopolja, Poljica, Dubrovnika itd.

### Vrhunac karijere
Najveću aktivnost u svojem etnomuzikološkom radu razvija nakon 1948. godine. Zapisivao je u svim krajevima gdje žive Hrvati, bilo u zemlji ili u Mađarskoj i Austriji. Popunjuje građu zapisanih i magnetofonom snimljenih s mnogo inačica preko 10 000 pučkih popijevki iz Međimurja, zatim uređuje također zapise i snimke iz drugih krajeva, koji se nalaze u Institutu za narodnu umjetnost u Zagrebu (danas Institut za etnologiju i folkloristiku), a ima ih oko 10 000.
Posebno treba istaknuti jedinstvene snimke glagoljaškoga hrvatskoga liturgijskoga pjevanja koje je 1955, 1956. i 1957. snimio na otocima Krku, Rabu, Pagu, Braču, Šibenskim otocima i u Istri, kao i u gradovima i mjestima Hrvatskoga primorja. Veliki dio tih snimaka pohranjen je u Staroslavenskom institutu »Svetozar Ritig« u Zagrebu.
Tijekom svojega života napisao je te uglavnom i objavio preko tisuću radova s područja glazbe i prava – od kraćih napisa i prikaza do većih znanstvenih članaka i rasprava.
Za Muzičku enciklopediju Leksikografskog zavoda u Zagrebu obradio je dio glazbeno-folklornih natuknica koje se odnose na hrvatske pučke popijevke. Održao je zapažena predavanja na kongresima folklorista Jugoslavije na Bjelašnici, u Puli, Varaždinu, Bledu, Novom Vinodolskom, Zaječaru, Skopju i u inim mjestima.
Kao djelatan sudionik na međunarodnim konferencijama i kongresima u inozemstvu održao je referate i predavanja u Oslu, Freiburgu, Londonu, Kopenhagenu, Budimpešti, Bukureštu, Stuttgartu, Trossingenu, Jeruzalemu, u gradu Badia Greca da Grottaferata (Rim), Ateni, Beču, Gracu i Dubrovniku.
Godine 1964. primio je nagradu »Božidar Adžija« za svoje djelo Hrvatske pučke popijevke iz Koprivnice i okolice, u izdanju JAZU-a 1962. godine, 1965. odlikovanje Ordenom rada s crvenom zastavom, a 1970. dobio je najviše društveno priznanje koje se daje za vrhunska dostignuća u znanstvenom i umjetničkom radu, nagradu AVNOJ-a.
Na temelju prakse i radnoga iskustva u institutskom djelovanju Vinko Žganec uvodi svoju jedinstvenu metodu rada na području etnomuzikologije, posebno kod analize, razredbe i leksikografiranja pučkih napjeva.
Kao djelatni glazbeni pedagog predavao je na Muzičkoj akademiji u Zagrebu. Na njegov se poticaj tada mlada profesorica hrvatskoga jezika Marija Novak, a kasnije hrvatska etnografkinja i folkloristica počela sustavno baviti proučavanjem narodnih plesova.
Organizirao je i uspješno vodio terenska istraživanja po čitavoj Hrvatskoj vodeći studente radi zapisivanja i otkrivanja pučkih popijevaka i običaja.
U svim glazbenim udžbenicima koji su tiskanih u Hrvatskoj od 1945. pa nadalje nalaze se mnoge pučke popijevake koje je upravo Vinko Žganec zabilježio.

## Djela
- »Narodne popijevke Hrvatskog zagorja – Etnomuzikološka studija«. U: Žganec, Vinko (ur.), Zbornik za narodni život i običaje. Knjiga 44, Zagreb: JAZU, 1971.
- Hrvatske pučke popijevke iz Međimurja – knjiga I. Zagreb: Zavod za istraživanje folklora, 1990.
- Hrvatske pučke popijevke iz Međimurja – knjiga II. Zagreb: Institut za etnologiju i folkloristiku, 1992.
- Hrvatske pučke popijevke iz Međimurja – knjiga III. Zagreb: Institut za etnologiju i folkloristiku, 2002.
- Hrvatske pučke popijevke iz Međimurja – svjetovne i crkvene. Čakovec: Matica hrvatska, 2015.

## Vanjske poveznice
- LZMK / Hrvatska enciklopedija: Žganec, Vinko
- LZMK / Proleksis enciklopedija: Žganec, Vinko
- Hrvatsko društvo skladatelja: Žganec, Vinko